# Willa Podgórskich w Warszawie
Willa Podgórskich w Warszawie – dom przy ul. Powsińskiej 104 wybudowany w 1926 roku przez Przemysława Podgórskiego (1873–1953) według projektu Władysława Borawskiego. Nazywany czasem Małym Belwederem.

## Historia
Przedwojenny adres domu to ul. Powsińska 24. Mieszkali w nim Przemysław Podgórski z żoną Anną Podgórską (1885–1968) i pięciorgiem dzieci, w tym z Marią Piskorską (1906–1980), późniejszą żoną Tomasza Piskorskiego.
Przemysław i Anna Podgórscy kupili działkę w 1923 roku. Wzięli na budowę domu „pożyczkę długoterminową na sumę zł 20 000 w złocie w 7%-wych listach zastawnych Banku Gospodarstwa Krajowego”.
Dom został usytuowany w strategicznym miejscu, na skrzyżowaniu drogi wylotowej z Warszawy i dróg polnych, z widokiem z piętra na wszystkie otaczające strony. Już w 1926 roku, w czasie przewrotu majowego został zajęty na krótko przez jedną ze stron i ostrzelany przez drugą.

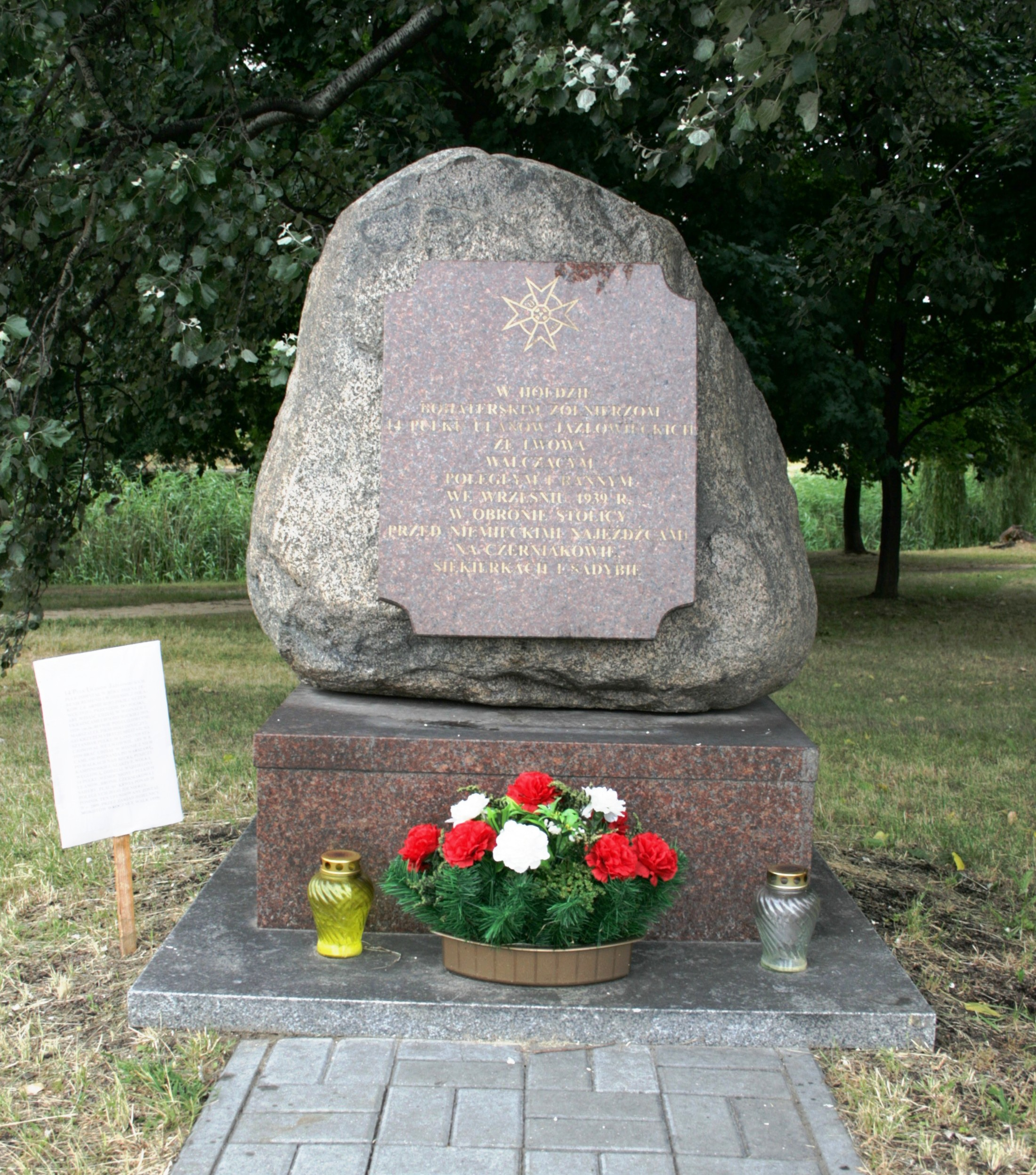
Kamień poświęcony walkom 14 Pułku Ułanów Jazłowieckich w 1939 roku

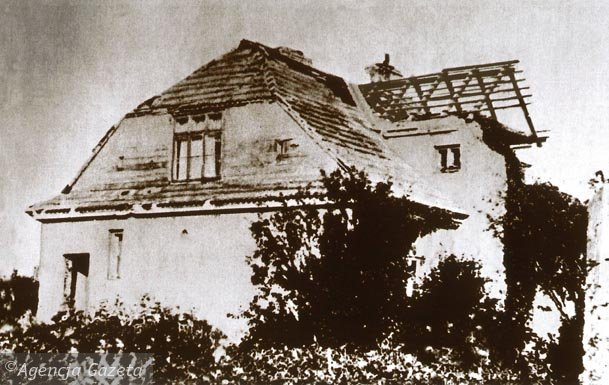
Willa Podgórskich – stan w 1945 roku

W 1939 roku znajdował się tu sztab oddziałów broniących południowego rejonu Warszawy (rejon Wilanów-Sadyba). W dniach 25–28 września 1939 roku w rejonie Czerniakowa i Sadyby Oddział Wydzielony 14 Pułku Ułanów Jazłowieckich wzmocniony 6 Pułkiem Ułanów Kaniowskich bronił Warszawy od południa. Dowództwo Oddziału Wydzielonego kwaterowało w tym czasie w Willi Podgórskich. W walkach tych poległo ponad 20 ułanów. W 2009 roku – w 70. rocznicę walk, w obecności płk. Bolesława Kostkiewicza, Honorowego Prezesa Rodziny Jazłowieckiej – naprzeciwko domu odsłonięto kamień z tablicą pamiątkową ufundowany przez Zarząd Dzielnicy Warszawa Mokotów.

W wyniku działań wojennych we wrześniu 1939 roku: 

…wyrwany został południowo-zachodni narożnik na parterze, przebita ściana zewnętrzna, częściowo zniszczone ściany wewnętrzne i piece, zawalony jeden komin i zniszczone zostało pokrycie dachowe, częściowo została uszkodzona stolarka drzwiowa i okienna, oraz podłogi, instalacje kanalizacyjno-wodociągowe, tynki zewnętrzne i wewnętrzne oraz wybite szyby. Uszkodzenia te zostały wyremontowane z wyjątkiem tynków zewnętrznych, częściowo stolarki oraz stropu i podłogi przy uszkodzonym narożniku. (…) Uszkodzenia te (…) stanowiły ok. 35% wartości budynku.

Willa odegrała też ważną rolę w czasie powstania warszawskiego. Została wybrana przez por. Czesława Szczubełka, dowódcę 5. Rejonu „Oaza” V Obwodu „Mokotów” na siedzibę sztabu dowództwa Sadyby powstańców warszawskich od 1 sierpnia 1944 roku. Był tu jednocześnie ważny węzeł komunikacyjny między: Sadybą, Lasem Kabackim i Lasami Chojnowskimi a Sielcami, Czerniakowem i Mokotowem. Na szczegółowych mapach historycznych, obrazujących przebieg powstania, widać wyraźnie wybrzuszenie stanu panowania powstańców w sierpniu 1944 roku w miejscu tego domu. Wybrzuszenia tego już nie ma we wrześniu. Dom został ostrzelany przez Niemców i znów (3 lata po odbudowie ze zniszczeń wrześniowych) częściowo zburzony. Por. Szczubełek zginął na terenie Fortu Czerniakowskiego 1 września 1944 roku.

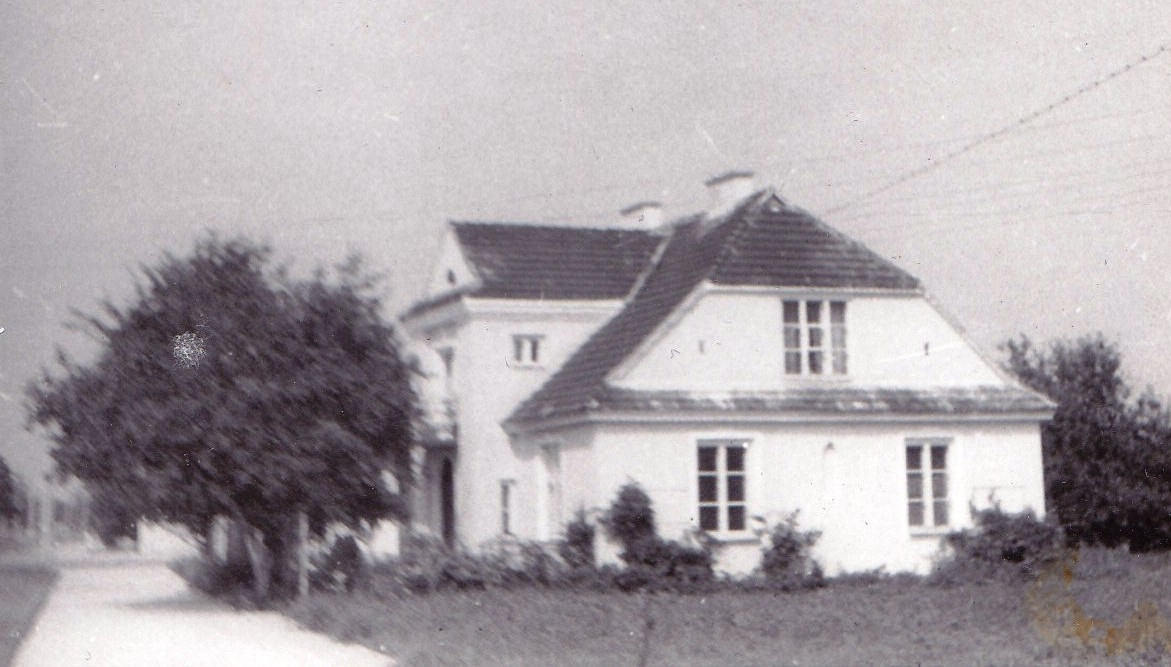
Dom po odbudowie w 1948 roku i po zmniejszeniu frontowego ogrodu w 1973 roku

W 1948 roku dom został ponownie odbudowany w podstawowym zakresie.
W 1973 roku w wyniku budowy Wisłostrady i drugiej nitki ul. Powsińskiej dom stracił duży ogród dzielący wejście na posesję z ulicy od drzwi wejściowych.
W roku 1982 (w czasie stanu wojennego) w piwnicy tego domu działała podziemna drukarnia drukująca niezależne książki i czasopisma, przede wszystkim Ruchu Obrony Praw Człowieka i Obywatela.
W 1990 roku dom został wpisany do rejestru zabytków.

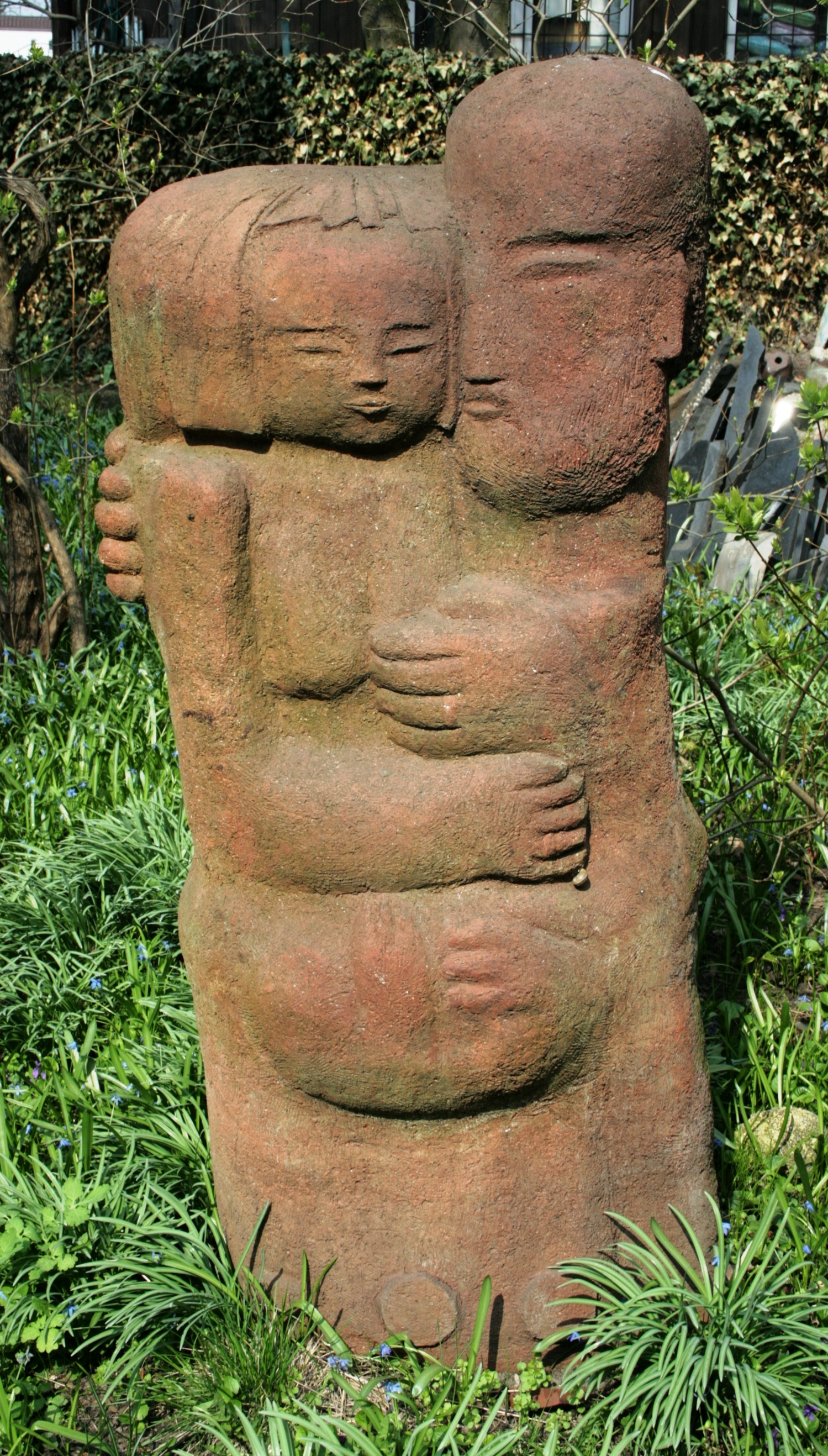
Jedna z rzeźb w ogrodzie – praca Katarzyny Piskorskiej – para

W latach 90. XX wieku przeprowadzono generalny remont budynku, polegający m.in. na:
- podpiwniczeniu na całej powierzchni i izolacji piwnicy od wód gruntowych,
- wymianie stropów, uszkodzonych w czasie powstania,
- wymianie schodów i podłóg,
- konserwacji elewacji i dachu,
- remoncie instalacji kanalizacyjnych, elektrycznych, wodociągowych i gazowych.

W remoncie tym uczestniczyła również Fundacja Kultury przy Ministerstwie Kultury.
Dziś w willi znajduje się m.in. prywatna galeria sztuki, urządzona w 1975 roku przez rzeźbiarkę Katarzynę Piskorską, córkę Tomasza i Marii Piskorskich.
W ciągu ostatnich kilkudziesięciu lat – poza stałą ekspozycją malarstwa, rzeźby i medalierstwa Katarzyny Piskorskiej – odbyło się tu wiele wystaw innych artystów, m.in.:
- Stefanii Szymanowskiej (1977)
- wystawa portretu pastelowego Ireny Kaczor (1978)
- wystawa rzeźby ceramicznej Anny Janiszewskiej (1978)
- Teresy Berezowskiej (1979)
- Ewy Grzybowskiej (1983)
- grupy artystów z Wielkiej Brytanii (Helen Mary Ganly, Carol Farrow, Cally Le Poer Trench, Alan Franklin, Elisabeth Kozmian-Ledward) (1989).

## Inne informacje
Na terenie posesji znajduje się automatyczna stacja pomiarowa jakości powietrza dokonująca pomiarów stężenia dwutlenku siarki i pyłów.